# Magdalena Mixhuca Sportváros
A Mexikóvárosban található Magdalena Mixhuca Sportváros (spanyolul: Ciudad Deportiva Magdalena Mixhuca) Mexikó egyik legjelentősebb sportközpontja. Területén számos létesítmény található, többek között az Autódromo Hermanos Rodríguez, a Foro Sol és a Sportpalota.

## Története
A sportközpont azért épült fel, hogy a közelgő mexikóvárosi olimpia egyes versenyszámainak otthont adhasson, a mexikóvárosi lakosság számára pedig széleskörű sportolási lehetőségeket nyújtson. Tervezése 1956-ban kezdődött, az első elkészült részeket Adolfo Ruiz Cortines államfő avatta fel 1958-ban.
Neve részben a navatl nyelvből származik, ugyanis ezt a helyet Mixiuhcan névvel illették, a spanyol hódítás után a Santa María Magdalena Mixhuca nevet kapta, ami később Magdalena Mixhucára egyszerűsödött.
A terület később egyre bővült, 1968-ban megnyitott a Sportpalota, 1997-ben pedig a Foro Sol. Az Autódromo Hermanos Rodríguez 1962 és 1970 között, 1986 és 1992 között, valamint 2015-től ad otthont a Formula–1 mexikói nagydíjnak.

## Létesítmények
A 92 hektáros területen, Iztacalco és Venustiano Carranza kerületek határán elterülő központban számos sportlétesítmény található, amelyek mind az amatőr, mind a hivatásos sportolók igényeit kielégítik. Ugyancsak rendeznek itt belföldi és nemzetközi jelentőségű kulturális eseményeket, valamint olyan sportágakban tartanak benne edzéseket, mint például a kosárlabda, a taekwondo, a kungfu, a torna és a limalama. A sportváros többek között az alábbi létesítményekkel rendelkezik:
- Sportpalota – több mint 20 000 férőhelyes sportcsarnok, főként kosárlabdamérkőzések és tömegrendezvények helyszíne.[4]
- Sala de Armas Fernando Montes de Oca – Fedett csarnok a 6-os kapu közelében, 72 m × 44 m-es területen, 3000 férőhelyes lelátóval. A csarnokot Pedro Ramírez Vázquez építész tervezte. Különféle teremsport-rendezvényeknek ad otthont a vívástól az asztaliteniszen át a küzdősportokig, valamint űzhető itt a kosárlabda, a kézilabda és a röplabda is.[6]
- Vízisportok központja – A 8-as kapu közelében található, három fő részből áll: van félolimpiai medencéje (1,2 méter mély, 50 méter hosszú, 25 méter széles), strandröplabda-pályája és egy 6 méter mély vízzel, 10 méter magas toronnyal rendelkező műugró-pályája.[7]
- Autódromo Hermanos Rodríguez – autóversenypálya, amelyet többek között a Formula–1 mexikói nagydíján is használnak. Óscar Fernández Gómez Daza tervezte 1955-ben, 1959-ben nyílt meg.[8] Nyugati kanyarjában található a Foro Sol, az egykori baseballstadion, amelynek korábbi küzdőterén ma áthalad a pálya nyomvonala.
- Jesús Martínez Palillo stadion – A 6-os kapunál helyezkedik el. Labdarúgásra és atlétikára használható stadion, futópályával és 6000 fős lelátóval. Található benne három olyan pálya is, amelyet távol- és hármasugrásra lehet igénybe venni. 2014-ben 25 millió pesóért felújították.[9]
- Ökölvívó-terem és Amalia Pérez Vázquez y Saul Mendoza Hernández edzőterem – mindkét létesítmény a 6-os kapu közelében található.[10][11]
- 12 labdarúgópálya[12]
- 4 területen összesen 20 szabadtéri kosárlabdapálya[13]
- Játszóter az 5-ös kapunál[14]
- Szoborpark – Egy Vicente Rojo nevű művész 2014-ben olyan gépeket alakított át szobrokká, amelyekkel korábban az USA-ban fegyvereket gyártottak. Ezekből 2015-ben szabadtéri szoborpark nyílt.[15]